# Carrière (équitation)
Pour les articles homonymes, voir Carrière.

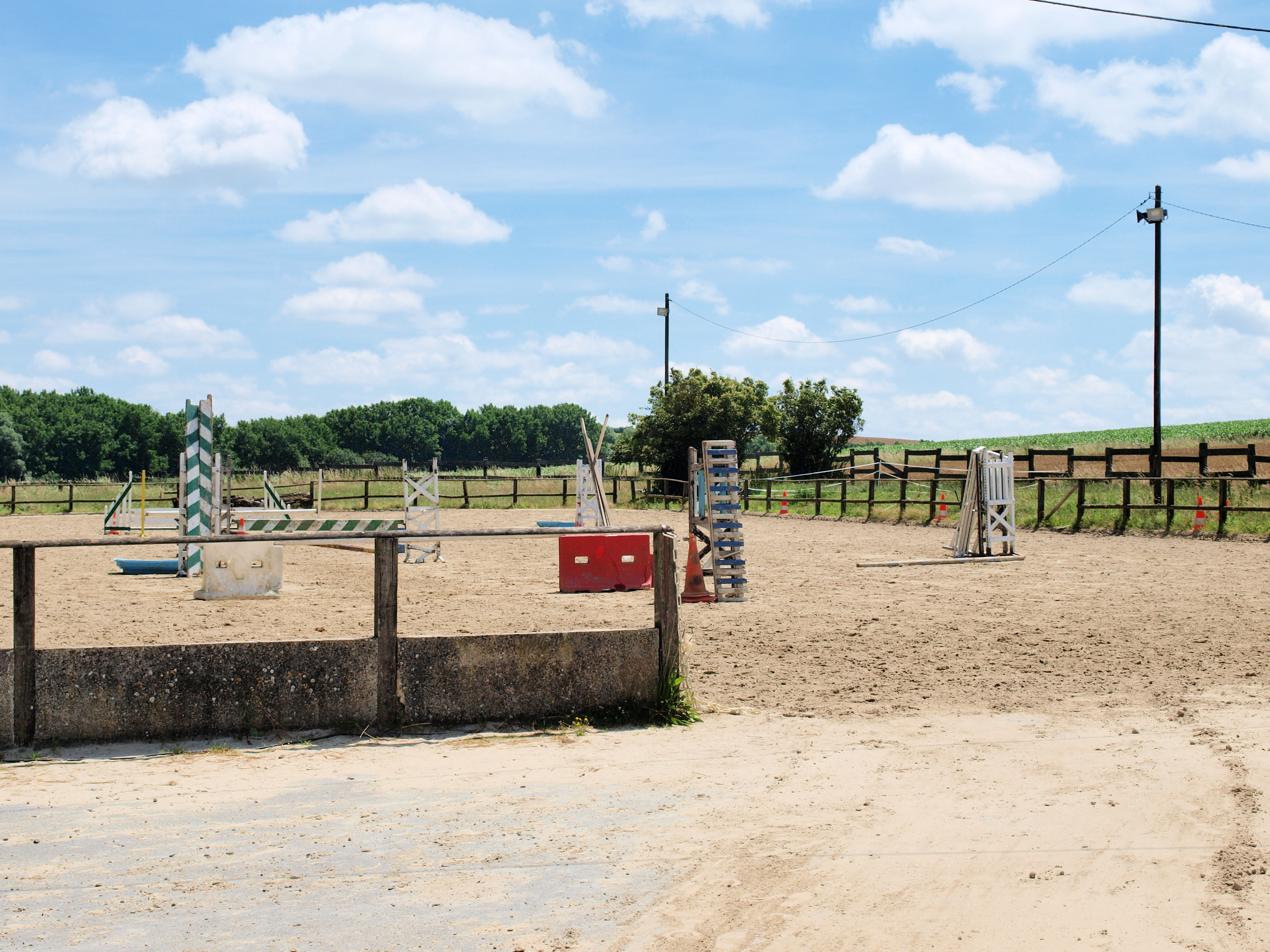
Carrière de la Cense de Remicourt à Rethel.

La carrière est un lieu clos en plein-air où se pratique l'équitation. Elle peut être de différente taille et servir également pour le dressage, le CSO, les pony-games et d'autres disciplines équestres. Elle comporte des repères sur les côtés, matérialisés par des lettres et qui servent à positionner certaines figures de dressage.
La carrière est souvent couverte de sable pour une bonne stabilité du cheval. La texture du sol doit être meuble et régulière. 
Dans les clubs et haras, la carrière peut être complétée par une surface couverte, appelée manège.